# Alto Zambese
Alto Zambese è una municipalità dell'Angola appartenente alla Provincia di Moxico. Ha 19.912 abitanti (stima del 2006).
Il capoluogo è Cazombo.